# Bouake Fofana
Pour les articles homonymes, voir Fofana.
 (juillet 2024).
Si vous disposez d'ouvrages ou d'articles de référence ou si vous connaissez des sites web de qualité traitant du thème abordé ici, merci de compléter l'article en donnant les références utiles à sa vérifiabilité et en les liant à la section « Notes et références ».
Bouake Fofana , né en 1957 est une personnalité politique ivoirienne.
Il est ministre de l'Hydraulique, de l'Assainissement et de la Salubrité depuis le 6 avril 2021,.

## Biographie

### Jeunesse
Bouaké Fofana est né en 1957. Il est originaire de Séguéla dans le nord de la Côte d'Ivoire.
Il est diplômé de l’École supérieure de commerce d'Abidjan (ESCA) en 1982. Puis il est diplômé de l'Institut National des Techniques Economiques et Comptables du Conservatoire national des arts et métiers de Paris en 1983. Il est titulaire du diplôme français d'Expertise Comptable (1993) et d'un MBA de la Kellogg Business School à Northwestern University, aux États-Unis, en 1997.

### Carrière
Bouake Fofana est le ministre de l'Hydraulique, de l'Assainissement et de la Salubrité de Côte d'Ivoire. Il est titulaire du diplôme français d'Expertise Comptable (1993), et d'un MBA de la Kellogg Business School, à la Northwestern University (1997), avec une spécialisation en management et gestion des opérations industrielles. Il est diplômé de l'École supérieure de commerce d'Abidjan (ESCA), de l'ex-INSET (Institut National Supérieur de l' Enseignement Technique), fusionné dans l'Institut Polytechnique Houphouet-Boigny en Côte d'Ivoire en 1982 et de l'INTEC du Conservatoire National des Arts et Métiers - CNAM de Paris, France en 1983.
Il a commencé sa carrière dans l'audit interne chez Bouygues en France (1981) et chez Sadolin & Holmblad, groupe industriel danois, au Danemark (1982). Plus intéressé par le conseil en gestion, il rejoint les cabinets d'audit Arthur Andersen (1983 - mi-1984) et Coopers & Lybrand, aujourd'hui PwC (1983 à 1988).
Il revient dans le monde de l'entreprise début 1989 comme Directeur Financier et Comptable du plus grand broyeur de cacao au monde, le groupe franco-suisse Barry-Callebaut en Côte d'Ivoire, jusqu'en septembre 1993. Il poursuit ensuite une carrière internationale en rejoignant la société Américaine Ecolab Inc.,un des leaders mondiaux dans la production et la distribution de solutions et services de traitement d'eau, d'hygiène et de prevention des infections, à Nairoby, au Kenya de 1993 à 1995, puis à leur siège mondial à St-Paul aux USA, jusqu'à la fin de 1999. Il a été ensuite embauché par le groupe ivoirien SIFCOM comme Directeur Général de Comafrique Entreprises.
Début 2003, il devient Directeur Général de l'AGEROUTE, la nouvelle agence de gestion routière de Côte d'Ivoire, créée à la suite d'une réforme du secteur routier parrainée par la Banque mondiale, poste qu'il a occupé pendant 15 ans jusqu'en juillet 2017, date à laquelle il a été nommé Directeur Général de SICOGI, entreprise publique exerçant dans le secteur immobilier.
Il a rejoint le gouvernement de Côte d’Ivoire en tant que Ministre de l’Assainissement et de la Salubrité en avril 2021. Ses responsabilités ont été élargies pour inclure l’Eau Potable en avril 2022, et devient Ministre de l’Hydraulique, de l’Assainissement et de la Salubrité.

### Parcours politique
Il est membre du Rassemblement des républicains (RDR) depuis sa création le 27 septembre 1994.
Proche collaborateur d'Alassane Ouattara, il milite pour l'accession à la magistrature suprême de son mentor.
Le 18 mai 2005 se forme le Rassemblement des houphouëtistes pour la démocratie et la paix (abrégé en RHDP) dont Bouaké Fofana devient membre.
En 2013, Bouaké Fofana est élu président du Conseil régional du Worodougou,, comme candidat du RHDP. Il est réélu successivement en en 2018, et en 2023.
Le 6 avril 2021, Bouaké Fofana est nommé ministre de l'Assainissement et de la Salubrité. Il est reconduit en avril 2022 en tant que ministre de l'Hydraulique, de l'Assainissement et de la Salubrité.

## Distinctions
- Commandeur dans l’Ordre du Mérite Ivoirien ;
- Commandeur dans l'Ordre National de Côte d'Ivoire.